# Liste de gares en Belgique
Pour les autres articles nationaux ou selon les autres juridictions, voir Liste des principales gares du monde.

Le réseau ferroviaire national en 2009.

La liste de gares en Belgique est une liste, non exhaustive, de gares ferroviaires, en service ou fermées en Belgique. Elle a pour objectif de rassembler l'ensemble des articles sur le sujet présents dans l'encyclopédie. Les gares sont classées par région, puis par province et par ordre alphabétique.
Pour les gares belges qui accueillent plus d'un million de voyageurs par an, voir la liste des gares belges accueillant plus d'un million de voyageurs par an.

## Région de Bruxelles-Capitale
Gares en service
- Gare d'Anderlecht
- Gare des Arcades
- Gare de Berchem-Sainte-Agathe
- Gare de Bockstael
- Gare de Boitsfort
- Gare de Boondael
- Gare de Bordet
- Gare de Bruxelles-Central
- Gare de Bruxelles-Chapelle
- Gare de Bruxelles-Congrès
- Gare de Bruxelles-Luxembourg
- Gare de Bruxelles-Midi
- Gare de Bruxelles-Nord
- Gare de Bruxelles-Ouest
- Gare de Bruxelles-Schuman
- Gare de Delta
- Gare d'Etterbeek
- Gare d'Evere
- Gare de Forest-Est
- Gare de Forest-Midi
- Gare de Germoir
- Gare de Haren
- Gare de Haren-Sud
- Gare de Jette
- Gare de Linkebeek
- Gare de Meiser
- Gare de Merode
- Gare de Moensberg
- Gare de Saint-Job
- Gare de Schaerbeek
- Gare de Simonis
- Gare de Tour et Taxis
- Gare d'Uccle-Calevoet
- Gare d'Uccle-Stalle
- Gare du Vivier d'Oie
- Gare de Watermael

Gares fermées
- Gare de Bruxelles-Allée-Verte
- Gare de Bruxelles-Tour et Taxis
- Gare royale (Laeken)
- Gare de la chaussée de Louvain
- Gare de Cureghem
- Gare de Ganshoren
- Gare de Haren-Nord
- Gare de Josaphat
- Gare de Laeken
- Gare de la rue de la Loi
- Gare de la rue des Palais
- Gare de la rue Rogier
- Gare de la rue Royale Sainte-Marie
- Gare de Saint-Josse-ten-Noode
- Gare de Schaerbeek-Josaphat
- Gare de Stockel
- Gare de Woluwe village

## Région flamande

### Province d'Anvers
Gares en service
- Gare d'Anvers-Berchem
- Gare d'Anvers-Central
- Gare d'Anvers-Kiel
- Gare d'Anvers-Luchtbal
- Gare d'Anvers-Nord (nl)
- Gare d'Anvers-Noorderdokken
- Gare d'Anvers-Port (nl)
- Gare d'Anvers-Schijnpoort
- Gare d'Anvers-Sud
- Gare de Balen
- Gare de Berlaar
- Gare de Boechout
- Gare de Booischot
- Gare de Boom
- Gare de Bornem
- Gare de Bouwel
- Gare d'Ekeren
- Gare d'Essen (Belgique)
- Gare de Geel
- Gare d'Heide
- Gare de Heist-op-den-Berg
- Gare d'Hemiksem
- Gare de Herentals
- Gare de Hove (Belgique)
- Gare d'Hoboken-Polder
- Gare de Kalmthout
- Gare de Kapellen
- Gare de Kessel
- Gare de Kijkuit (Belgique)
- Gare de Kontich (nl)
- Gare de Lierre
- Gare de Malines
- Gare de Malines-Nekkerspoel
- Gare de Melkouwen
- Gare de Mol
- Gare de Mortsel
- Gare de Mortsel-Liersesteenweg
- Gare de Mortsel-Oude-God
- Gare de Muizen
- Gare de Niel
- Gare de Nijlen
- Gare de Noorderkempen
- Gare d'Olen
- Gare de Puers
- Gare de Ruisbroek-Sauvegarde
- Gare de Schelle
- Gare de Wavre-Sainte-Catherine
- Gare de Sint-Mariaburg
- Gare de Tielen
- Gare de Turnhout
- Gare de Wildert
- Gare de Willebroeck
- Gare de Wolfstee
- Gare de Zwijndrecht

Gares fermées mais utilisées par la ligne touristique du chemin de fer à vapeur Termonde - Puers
- Gare de Saint-Amand
- Gare d'Oppuers

Gares fermées
- Gare d'Anvers-Bassins-et-Entrepôts (nl)
- Gare d'Anvers-Dam
- Gare d'Anvers-Est
- Gare d'Anvers-Linkeroever (nl)
- Gare d'Anvers-Waes (nl)
- Gare de Borgerhout
- Gare d'Ekeren-Brug (nl)
- Gare du Fort VI (nl)
- Gare du Fort VII (nl)
- Gare du Fort VIII (nl)
- Gare d'Hoboken-Kapelstraat
- Gare de Leugenberg (nl)
- Gare de Merksem (nl)
- Gare de Mortsel-Deurnesteenweg (fusionnée avec la gare de Mortsel)
- Gare de Wilrijk
- Gare de Wilrijk-Molenveld (nl)

### Province du Brabant flamand
Gares en service
- Gare d'Aarschot
- Gare d'Asse
- Gare de Beersel
- Gare de Begijnendijk
- Gare de Bodeghem-Saint-Martin
- Gare de Boortmeerbeek
- Gare de Bruxelles-Aéroport-Zaventem
- Gare de Buda
- Gare de Buizingen
- Gare de Cortenbergh
- Gare de De Hoek
- Gare de Diegem
- Gare de Diest
- Gare de Dilbeek
- Gare d'Eppegem
- Gare d'Erps-Kwerps
- Gare d'Essene-Lombeek
- Gare d'Ezemaal
- Gare de Gammerages
- Gare de Grand-Bigard
- Gare de Groenendael
- Gare de Haacht
- Gare de Hal
- Gare de Hambos
- Gare de Herent
- Gare de Hever
- Gare d'Heverlee
- Gare de Hoeilaart
- Gare de Hofstade
- Gare de Holleken
- Gare de Huizingen
- Gare de Kapelle-op-den-Bos
- Gare de Landen
- Gare de Langdorp
- Gare de Lembeek
- Gare de Liedekerke
- Gare de Linkebeek
- Gare de Londerzeel
- Gare de Lot
- Gare de Louvain
- Gare de Malderen
- Gare de Merchtem
- Gare de Mollem
- Gare de Neerwinden
- Gare de Nossegem
- Gare d'Opwijk
- Gare d'Oud-Heverlee
- Gare de Racour
- Gare de Rhode-Saint-Genèse
- Gare de Ruisbroek
- Gare de Ternat
- Gare de Testelt
- Gare de Tirlemont
- Gare de Tollembeek
- Gare de Veltem
- Gare de Vertrijk
- Gare de Vilvorde
- Gare de Weerde
- Gare de Weert-Saint-Georges
- Gare de Wespelaar-Tildonk
- Gare de Wezemaal
- Gare de Wijgmaal
- Gare de Zaventem
- Gare de Zellik
- Gare de Zichem

Gares fermées
- Gare de Machelen
- Gare de Tervueren

### Province de Flandre-Occidentale
Gares en service
- Gare d'Aarsele
- Gare d'Anzegem
- Gare de Beernem
- Gare de Bissegem
- Gare de Blankenberge
- Gare de Bruges
- Gare de Bruges-Saint-Pierre
- Gare de Courtrai
- Gare de Coxyde
- Gare de Dixmude
- Gare de Duinbergen
- Gare de Furnes
- Gare de Harelbeke
- Gare de Heist
- Gare d'Ingelmunster
- Gare d'Izegem
- Gare de Knokke
- Gare de Kortemark
- Gare de Lichtervelde
- Gare de Lissewege
- Gare de Menin
- Gare d'Oostkamp
- Gare d'Ostende
- Gare de La Panne
- Gare de Poperinge
- Gare de Roulers
- Gare de Thourout
- Gare de Tielt
- Gare de Vichte
- Gare de Waregem
- Gare de Wervik
- Gare de Wevelgem
- Gare d'Ypres
- Gare de Zedelgem
- Gare de Zeebrugge-Dorp
- Gare de Zeebrugge-Strand

Gares fermées
- Gare d'Abeele
- Gare de Bruges-Digue (nl)
- Gare de Kaaskerke
- Gare de Meulebeke
- Gare de Nieuport-Ville
- Gare de Nieuport-Bains
- Gare d'Oostrozebeke
- Gare d'Ostende-Ville
- Gare de Pervyse
- Gare de Ramskapelle
- Gare de Saint-Genois-Helchin
- Gare de Staden
- Gare de Vive-Saint-Éloi
- Gare de Wynendaele
- Gare de Zwankendamme

### Province de Flandre-Orientale
Gares en service
- Gare d'Aalter
- Gare d'Alost
- Gare d'Alost-Kerrebroek
- Gare d'Appelterre
- Gare d'Audenarde
- Gare de Baesrode-Sud
- Gare de Balegem-Sud
- Gare de Balegem-Village
- Gare de Bambrugge
- Gare de Beervelde
- Gare de Bellem
- Gare de Belsele
- Gare de Beveren
- Gare de Boucle-Saint-Denis
- Gare de Buggenhout
- Gare de Burst
- Gare de La Pinte
- Gare de Deinze
- Gare de Denderleeuw
- Gare d'Ede
- Gare d'Eeklo
- Gare d'Eichem
- Gare d'Eine
- Gare d'Eke-Nazareth
- Gare d'Erembodegem
- Gare d'Erpe-Mere
- Gare d'Evergem
- Gare de Gand-Dampoort
- Gare de Gand-Nord (nl)
- Gare de Gand-Rabot (nl)
- Gare de Gand-Saint-Pierre
- Gare de Gand-Waes
- Gare de Gand-Zeehaven (nl)
- Gare de Gavere-Asper
- Gare de Gentbrugge
- Gare de Gontrode
- Gare de Grammont
- Gare de Haaltert
- Gare de Hansbeke
- Gare d'Heizijde
- Gare de Herzele
- Gare de Hillegem
- Gare d'Iddergem
- Gare d'Idegem
- Gare de Landegem
- Gare de Landskouter
- Gare de Lebbeke
- Gare de Lede
- Gare de Lierde
- Gare de Lokeren
- Gare de Maria-Aalter
- Gare de Melle
- Gare de Melsele
- Gare de Merelbeke
- Gare de Moortsele
- Gare de Munkzwalm
- Gare de Nieukerken-Waes
- Gare de Ninove
- Gare d'Okegem
- Gare d'Oudegem
- Gare de Quatrecht
- Gare de Renaix
- Gare de Saint-Gilles-lez-Termonde
- Gare de Saint-Nicolas
- Gare de Scheldewindeke
- Gare de Schellebelle
- Gare de Schendelbeke
- Gare de Schoonaarde
- Gare de Serskamp
- Gare de Sinay
- Gare de Sleidinge
- Gare de Tamise
- Gare de Terhagen
- Gare de Termonde
- Gare de Tronchiennes
- Gare de Viane-Moerbeke
- Gare de Vijfhuizen
- Gare de Waarschoot
- Gare de Welle
- Gare de Wetteren
- Gare de Wichelen
- Gare de Wondelgem
- Gare de Zandbergen
- Gare de Zele
- Gare de Zingem
- Gare de Zottegem

Gares fermées mais utilisées par la ligne touristique du chemin de fer à vapeur Termonde - Puers
- Gare de Baesrode-Nord

Gares fermées
- Gare de Gand-Sud
- Gare de Halewyn

### Province de Limbourg
- Gare d'Alken
- Gare de Beringen
- Gare de Beverlo
- Gare de Bilzen
- Gare de Bokrijk
- Gare de Bourg-Léopold
- Gare de Diepenbeek
- Gare de Genk
- Gare de Genk-Marchandises (nl)
- Gare de Hamont
- Gare de Hasselt
- Gare de Heusden
- Gare de Kiewit
- Gare de Lommel
- Gare de Lommel-Werkplaatsen (nl)
- Gare de Neerpelt
- Gare d'Overpelt
- Gare de Saint-Trond
- Gare de Schulen
- Gare de Tessenderlo (nl)
- Gare de Tongres
- Gare de Zolder
- Gare de Zonhoven

Gares fermées
- Gare de Rosoux - Goyer

## Région wallonne

### Province du Brabant wallon
Gares en service
- Gare d'Archennes
- Gare de Basse-Wavre
- Gare de Bierges-Walibi
- Gare de Blanmont
- Gare de Braine-Alliance, devrait ouvrir en 2025[1]
- Gare de Braine-l'Alleud
- Gare de Céroux-Mousty
- Gare de Chastre
- Gare de Court-Saint-Étienne
- Gare de Faux
- Gare de Florival
- Gare de Gastuche
- Gare de Genval
- Gare de La Hulpe
- Gare de Lillois
- Gare de Limal
- Gare de Louvain-la-Neuve
- Gare de Mont-Saint-Guibert
- Gare de Nivelles
- Gare d'Ottignies
- Gare de Pécrot
- Gare de Profondsart
- Gare de Rixensart
- Gare de La Roche
- Gare de Tilly
- Gare de Tubize
- Gare de Villers-la-Ville
- Gare de Waterloo
- Gare de Wavre

### Province de Hainaut
Gares en service
- Gare d'Acren
- Gare d'Aiseau
- Gare d'Antoing
- Gare d'Ath
- Gare de Binche
- Gare de Beignée
- Gare de Blaton
- Gare de Boussu
- Gare de Bracquegnies
- Gare de Braine-le-Comte
- Gare de Brugelette
- Gare de Callenelle
- Gare de Cambron-Casteau
- Gare du Campinaire
- Gare de Carnières
- Gare de Charleroi-Ouest
- Gare de Charleroi-Central
- Gare de Châtelet
- Gare de Chimay
- Gare de Comines
- Gare de Coucou (nl)
- Gare de Couillet
- Gare de Cour-sur-Heure
- Gare de Courcelles-Motte
- Gare d'Écaussinnes
- Gare d'Enghien
- Gare d'Erbisœul
- Gare d'Erquelinnes
- Gare d'Erquelinnes-Village
- Gare de Familleureux
- Gare de Farciennes
- Gare de Fleurus
- Gare de Fontaine-Valmont
- Gare de Forchies
- Gare de Frameries
- Gare de Froyennes
- Gare de Genly
- Gare de Ghlin
- Gare de Godarville
- Gare de Gouy-lez-Piéton
- Gare de Hainin
- Gare de Ham-sur-Heure
- Gare d'Harchies
- Gare d'Havré
- Gare de Hennuyères
- Gare de Herseaux
- Gare de Houraing
- Gare de Hourpes
- Gare de Jamioulx
- Gare de Jemappes
- Gare de Jurbise
- Gare de La Louvière-Centre
- Gare de La Louvière-Sud
- Gare de Labuissière
- Gare de Landelies
- Gare de Lens
- Gare de Lessines
- Gare de Leuze
- Gare de Leval
- Gare de Lobbes
- Gare de Lodelinsart
- Gare de Luttre
- Gare de Maffle
- Gare de Manage
- Gare de Marche-lez-Écaussinnes
- Gare de Marchienne-au-Pont
- Gare de Marchienne-Zone
- Gare de Masnuy-Saint-Pierre
- Gare de Maubray
- Gare de Mévergnies-Attre
- Gare de Monceau (nl)
- Gare de Mons
- Gare de Morlanwelz
- Gare de Mouscron
- Gare de Neufvilles
- Gare de Nimy
- Gare d'Obaix-Buzet
- Gare d'Obourg
- Gare de Papignies
- Gare de Péruwelz
- Gare de Piéton
- Gare de Pont-à-Celles
- Gare de Quaregnon
- Gare de Quévy
- Gare de Quiévrain
- Gare de Rebaix
- Gare de Roux
- Gare de Saint-Ghislain
- Gare de Silly
- Gare de Soignies
- Gare de Solre-sur-Sambre
- Gare de Thieu
- Gare de Thuin
- Gare de Thulin
- Gare de Tournai
- Gare de Ville-Pommerœul

Gares fermées
- Gare d'Anderlues
- Gare de Bernissart
- Gare de Basècles
- Gare de Basècles-Carrières
- Gare d'Ellezelles
- Gare de Flobecq
- Gare de Gilly-Sart-Allet
- Gare de Jumet
- Gare de Naast
- Gare d'Ollignies
- Gare de Rœulx

### Province de Liège
Gares en service
- Gare d'Amay
- Gare d'Ampsin
- Gare d'Angleur
- Gare d'Ans
- Gare d'Aywaille
- Gare de Bas-Oha
- Gare de Bierset-Awans
- Gare de Bleret
- Gare de Chaudfontaine
- Gare de Chênée
- Gare de Comblain-la-Tour
- Gare de Coo
- Gare de Dolhain-Gileppe
- Gare d'Engis
- Gare d'Esneux
- Gare d'Eupen
- Gare de Fexhe-le-Haut-Clocher
- Gare de Flémalle-Grande
- Gare de Flémalle-Haute
- Gare de Fraipont
- Gare de Franchimont
- Gare de Glons
- Gare de Hamoir
- Gare de Haute-Flône
- Gare de Hergenrath
- Gare de Herstal
- Gare de Hony
- Gare de Huy
- Gare de Jemeppe-sur-Meuse
- Gare de Juslenville
- Gare de Kinkempois
- Gare de Leman
- Gare de Liège-Guillemins
- Gare de Liège-Carré, anciennement Liège-Jonfosse
- Gare de Liège-Saint-Lambert, anciennement Liège-Palais
- Gare de Liers
- Gare de Méry
- Gare de Milmort
- Gare de Momalle
- Gare de Nessonvaux
- Gare d'Ougrée
- Gare de Pepinster
- Gare de Pepinster-Cité
- Gare de Pont-de-Seraing
- Gare de Poulseur
- Gare de Remicourt
- Gare de Rivage
- Gare de Sclessin
- Gare de Seraing
- Gare de Spa
- Gare de Spa-Géronstère
- Gare de Statte
- Gare de Sy
- Gare de Theux
- Gare de Tilff
- Gare de Trois-Ponts
- Gare de Trooz
- Gare de Verviers-Central
- Gare de Verviers-Palais
- Gare de Visé
- Gare de Voroux
- Gare de Waremme
- Gare de Welkenraedt

Gares fermées
- Gare de Ans Est
- Gare d'Astenet
- Gare de Colonster
- Gare de Cornillon
- Gare d'Ensival
- Gare de Hombourg
- Gare de Jupille
- Gare de Liège-Haut-Pré
- Gare de Liège-Vennes
- Gare de Liège-Longdoz
- Gare de Liège-Vivegnis
- Gare de Malmedy
- Gare de Renory
- Gare de Rosoux - Goyer
- Gare de Sauheid
- Gare de Stavelot
- Gare de Streupas
- Gare de Val-Benoît
- Gare de Verviers Est
- Gare de Verviers Ouest
- Gare de Waimes

### Province de Luxembourg
Gares en service
- Gare d'Arlon
- Gare d'Athus
- Gare d'Aubange
- Gare d'Aye
- Gare de Barvaux
- Gare de Bertrix
- Gare de Bomal
- Gare de Carlsbourg
- Gare de Florenville
- Gare de Forrières
- Gare de Gouvy
- Gare de Grupont
- Gare de Habay
- Gare d'Halanzy
- Gare de Libramont
- Gare de Marbehan
- Gare de Marche-en-Famenne
- Gare de Marloie
- Gare de Melreux-Hotton
- Gare de Messancy
- Gare de Neufchâteau
- Gare de Paliseul
- Gare de Poix-Saint-Hubert
- Gare de Signeulx
- Gare de Stockem
- Gare de Vielsalm
- Gare de Virton
- Gare de Viville

Gares fermées
- Gare de Bastogne-Nord
- Gare de Bastogne-Sud
- Gare de Benonchamps
- Gare de Biron (nl)
- Gare de Bovigny
- Gare de Courtil
- Gare de Burhaimont (nl)
- Gare de Buzenol
- Gare de Cierreux
- Gare de Glaumont (nl)
- Gare de Grand-Halleux
- Gare de Lamorteau (nl)
- Gare de Marenne
- Gare de Merny (nl)
- Gare de Neffe (nl)
- Gare de Nollevaux (nl)
- Gare d'Offagne
- Gare de Rencheux (nl)
- Gare de Salmchâteau (nl)
- Gare de Sterpenich

- Gare de Courtil

### Province de Namur
- Gare d'Andenne
- Gare d'Anseremme
- Gare d'Assesse
- Gare d'Auvelais
- Gare de Beauraing
- Gare de Berzée
- Gare de Beuzet
- Gare de Chapelle-Dieu
- Gare de Chapois
- Gare de Château-de-Seilles
- Gare de Ciney
- Gare de Courrière
- Gare de Couvin
- Gare de Dave-Saint-Martin
- Gare de Dinant
- Gare d'Ernage
- Gare de Flawinne
- Gare de Floreffe
- Gare de Franière
- Gare de Gedinne
- Gare de Gembloux
- Gare de Gendron - Celles
- Gare de Godinne
- Gare de Graide
- Gare de Ham-sur-Sambre
- Gare d'Haversin
- Gare de Houyet
- Gare de Jambes
- Gare de Jambes-Est
- Gare de Jemeppe-sur-Sambre
- Gare de Leignon
- Gare de Ligny
- Gare de Lonzée
- Gare de Lustin
- Gare de Marche-les-Dames
- Gare de Mariembourg
- Gare de Mazy
- Gare de Moustier
- Gare de Namêche
- Gare de Namur
- Gare de Naninne
- Gare de Natoye
- Gare de Philippeville
- Gare de Pry
- Gare de Rhisnes
- Gare de Rochefort-Jemelle
- Gare de Ronet
- Gare de Saint-Denis-Bovesse
- Gare de Sart-Bernard
- Gare de Sclaigneaux
- Gare de Tamines
- Gare de Walcourt
- Gare de Yves-Gomezée
- Gare d'Yvoir

Gares fermées
- Gare d'Aisemont
- Gare d'Anhée
- Gare de Bambois
- Gare de Beez
- Gare de Bouvignes
- Gare de Cerfontaine
- Gare de Dave-Nord
- Gare de Fairoul
- Gare de Falisolle
- Gare de Florennes-Central
- Gare de Florée
- Gare de Fosses-la-Ville
- Gare de Frasnes-lez-Couvin
- Gare de Gerlimpont
- "Gare de Ham-sur-Sambre"
- Gare de Hour-Havenne
- Gare de Maredret
- Gare de Mettet
- Gare de Neuville-Nord
- Gare de Nismes
- Gare de Rochefort (Belgique)
- Gare de Rossignol
- Gare royale (Ardenne)
- Gare de Saint-Gérard
- Gare de Saint-Lambert (Belgique)
- Gare de Silenrieux
- Gare de Sosoye
- Gare de Tailfer
- Gare de Thy-le-Château
- Gare de Treignes
- Gare de Vierves
- Gare de Vignée
- Gare de Villers-sur-Lesse
- Gare de Wanlin
- Gare de Warnant